# Ubisoft Paris
A Ubisoft Paris francia videójáték fejlesztő céget 1986-ban alapították. A Ubisoft kiadóvállalat központja is egyben és olyan játék sorozatokért felelősek, mint a Rayman, Tom Clancy's Ghost Recon, Raving Rabbids és Just Dance

## Játékok
| Játék címe                                                | Kiadás éve | Platformok                                                    |
| --------------------------------------------------------- | ---------- | ------------------------------------------------------------- |
| Monaco Grand Prix Racing Simulation 2                     | 1999       | PlayStation                                                   |
| Disney's Dinosaur                                         | 2000       | Microsoft Windows, Dreamcast                                  |
| F1 Racing Championship                                    | 2000       | Microsoft Windows, PlayStation 2, Nintendo 64                 |
| Rayman 2: Revolution                                      | 2001       | PlayStation 2                                                 |
| RS3: Racing Simulation 3                                  | 2002       | Microsoft Windows, GameCube, PlayStation 2                    |
| XIII                                                      | 2003       | Microsoft Windows, Mac OS X, GameCube, PlayStation 2, Xbox    |
| Gold Games 7                                              | 2003       | Microsoft Windows                                             |
| Rayman 3: Hoodlum Havoc                                   | 2004       | Mac OS X                                                      |
| Tom Clancy's Ghost Recon: Jungle Storm                    | 2004       | PlayStation 2                                                 |
| Family Fun Pack 2                                         | 2004       | Mac OS X                                                      |
| Tom Clancy's Ghost Recon 2                                | 2004       | PlayStation 2                                                 |
| Gold Games 8                                              | 2005       | Microsoft Windows                                             |
| 187 Ride or Die                                           | 2005       | PlayStation 2, Xbox                                           |
| Peter Jackson's King Kong: The Official Game of the Movie | 2005       | PlayStation 2, Xbox, GameCube, Xbox 360, PlayStation Portable |
| Tom Clancy's Ghost Recon Advanced Warfighter              | 2006       | Xbox 360, PlayStation 3, Microsoft Windows                    |
| Red Steel                                                 | 2006       | Wii                                                           |
| Tom Clancy's Ghost Recon Advanced Warfighter 2            | 2007       | Microsoft Windows, PlayStation 3, Xbox 360                    |
| Rayman Raving Rabbids 2                                   | 2007       | Wii                                                           |
| Rayman Raving Rabbids TV Party                            | 2008       | Wii                                                           |
| Tom Clancy's EndWar                                       | 2009       | PlayStation 3, Xbox 360                                       |
| Just Dance (videójáték)                                   | 2009       | Wii                                                           |
| Raving Rabbids: Travel in Time                            | 2010       | Wii                                                           |
| Red Steel 2                                               | 2010       | Wii                                                           |
| Just Dance 2                                              | 2010       | Wii                                                           |
| Michael Jackson: The Experience                           | 2010       | Wii                                                           |
| Tom Clancy's Ghost Recon: Future Soldier                  | 2012       | Wii, Microsoft Windows, PlayStation 3, Xbox 360               |
| Tom Clancy's Ghost Recon: Wildlands                       | 2017       | PlayStation 4, Xbox One, Microsoft Windows                    |